# Austin-Healey Sprite
Austin-Healey Sprite — відкритий легковий автомобіль малого класу, що виготовлявся у Сполученому Королівстві у 1958—1971 рр. British Motor Corporation представила «Спрайт» 20 травня 1958 р. у Монте-Карло, за рік до Гран-прі Монако. Автомобіль мав стати дешевою моделлю, котру «хлопака може тримати в сараї для мотоцикла», наступником спортивних версій довоєнного Austin Seven. Sprite розробила Donald Healey Motor Company, а виробництво розміщувалось на заводах MG у Абінгтоні. Перші моделі з вдосконаленим двигуном Austin А-серії й багатьма компонентами від наявних тоді автомобілів (для зниження вартості) коштували £669.
У 1961 р. з'явився Sprite MKII (друге покоління), що також став виготовлятись під іншою назвою — MG Midget. Серед шанувальників обидва автомобілі отримали прізвисько «Spridget». Після зникнення бренду Austin-Healey автомобілі зі значком MG продовжували виготовлятись ще кілька років.

## Mark I
Sprite швидко став відомий як «жаб'ячі очі» (frogeye) у Великій Британії та як «очі жука» (bugeye) у США  через характерно розміщені на капоті фари. Їх дизайнери планували зробити поворотними — за відсутності їх використання вони мали дивитись «у небо»; подібну конструкцію багато років потому застосували на Porsche 928. Однак врізання коштів призвели до зникнення поворотного механізму, через що фари просто закріпили у потрібному положенні, сформувавши характерну особливість. Дизайн кузова створив Геррі Кокер, а наступні зміни в нього вносив Лес Айрленд через еміграцію Кокера у США у 1957 р. Характерне оформлення передньої частини кузова було дуже схожим на давно неіснуючі американські Crosley Super Sport 1951 р. Загалом виконали 48987 «Спрайтів з жаб'ячими очима».
Проблему забезпечення жорсткості конструкції відкритого спортивного автомобіля вирішив конструктор шасі Баррі Білбі. Він адаптував запозичену у Jaguar D-type ідею навантаження панелі підлоги кузова силами від контакту задніх коліс з дорогою. Вперше у світі панелі кузова (за винятком капота) масового спортивного автомобіля сприймали значні навантаження. Спочатку, на прототипі товщина сталевого листа для задніх частин кузова була знижена Відділом конструювання (Austin Design Office). Однак тести проведені Дослідницькою асоціацією моторної індустрії (Motor Industry Research Association) встановили появу пошкоджень та деформацій задньої частини. Тож довелось повернутись до спочатку запропонованих Білбі значень товщини сталі. Переднє оперення (капот з крилами) становило один вузол, що кріпився на петлях до моторного щита й піднімався для доступу до двигуна.
Двигун 9СС (43 к.с., 948 см куб., OHV) був похідною двигунів Austin A35 та Morris Minor 1000 (представників BMC), відрізнявся двокамерним 1/8-дюймовим карбюратором SU. Кермовий механізм запозичили у Morris Minor 1000, а передню підвіску у Austin A35. Остання була пружинною, з подвійними поперечними важелями, причому верхні важелі були виконані разом з амортизаторами (Armstrong lever). Задній міст кріпився на чвертьеліптичних ресорах й з'єднувався з кузовом важелем. У конструкції задньої підвіски використовувались важільні амортизатори. Зовнішніх дверних ручок не було; водій і пасажир користувались внутрішніми. Також для забезпечення міцності кузова не було кришки багажника. Доступ до доволі місткого багажника був вкрай утруднений.
Двигун
- 1958—1961: A-Series I4 — бензиновий 4-циліндровий рядний з робочим об'ємом 948 см куб, максимальною потужністю 43 к.с. (32 кВт) при 5200 об/хв, максимальний обертовий момент 71 Н·м (52 lbf·ft) при 3300 об/хв.

У 1958 р. автомобіль протестував британський журнал The Motor. Максимальна швидкість становила 82 милі/год (133,4 км/год), розгін 0—60 миль/год (97 км/год) за 20,5 с. Витрата палива — 43 милі на імперський галон (6,6 л/100 км, 36 mpg‑US). Тестовий автомобіль коштував £678, включно з податками у £223.
Відділення змагань BMC виставляло Austin-Healey Sprite у численних міжнародних змаганнях. Перший успіх прийшов, коли Джон Шпрінцел та Віллі Кейв перемогли у своєму класі на Альпійському ралі (Alpine Rally). У 1959 р. «Спрайт» з'явився на ринку США завдяки перемозі на «Себрінгу»(12-годинна гонка). Приватні гонщики отримували навіть кращі результати. Завдяки ним стали з'являтись модифікації виконані компаніями John Sprinzel, Speedwell, WSM. Sebring Sprite став найбільш відомим представником гоночних «Спрайтів».

Галерея Austin-Healey Sprite Mk I
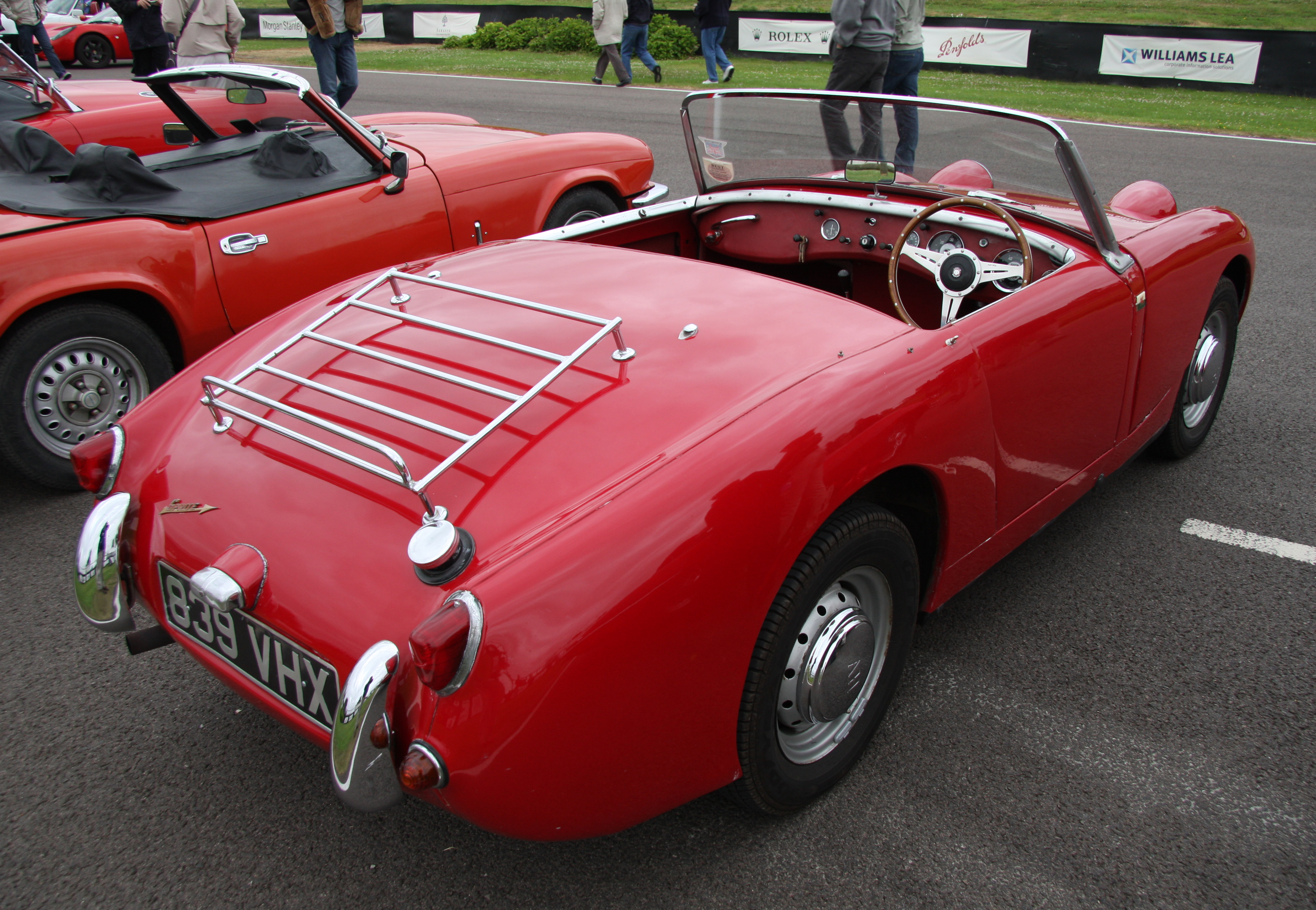
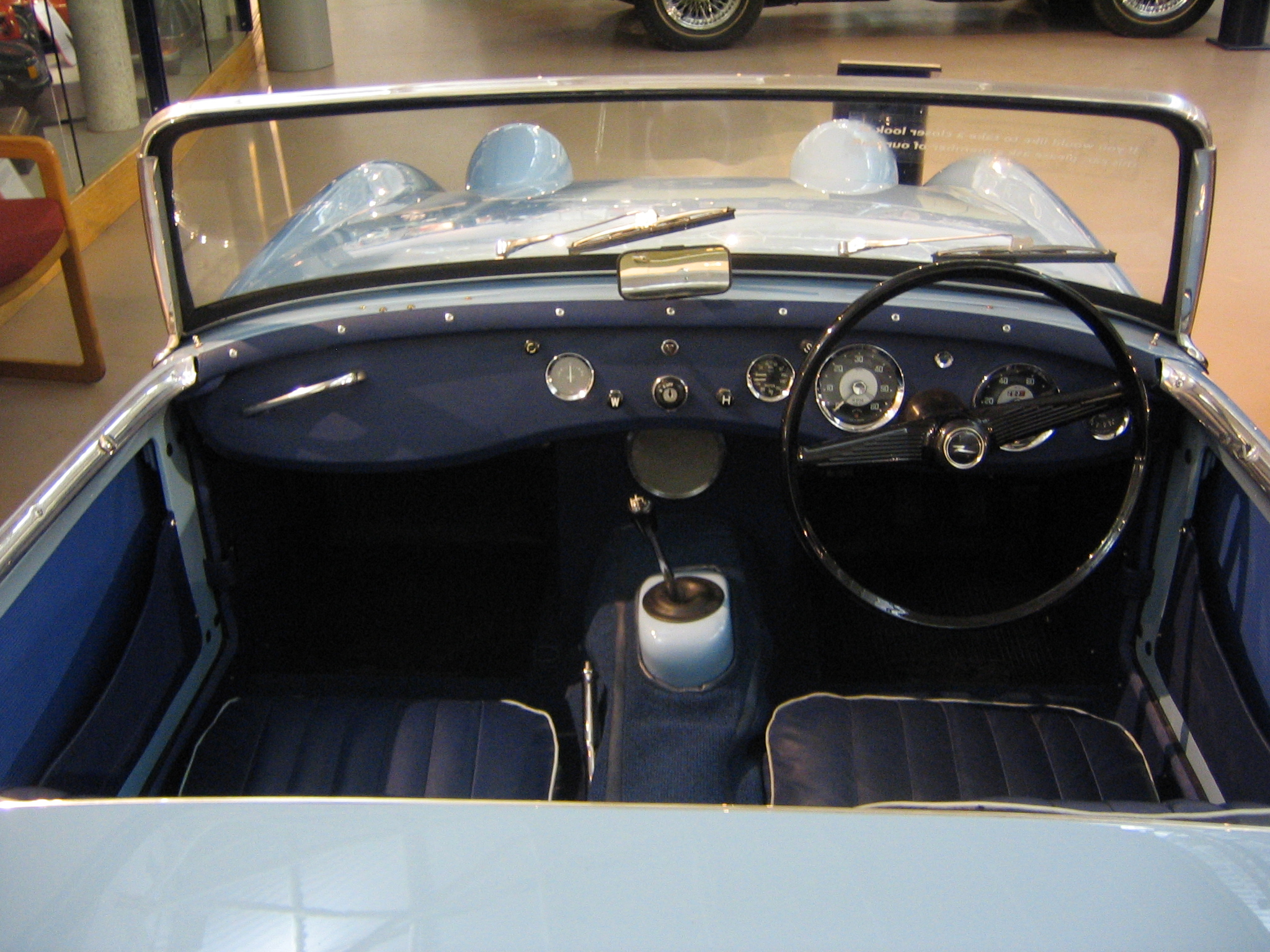
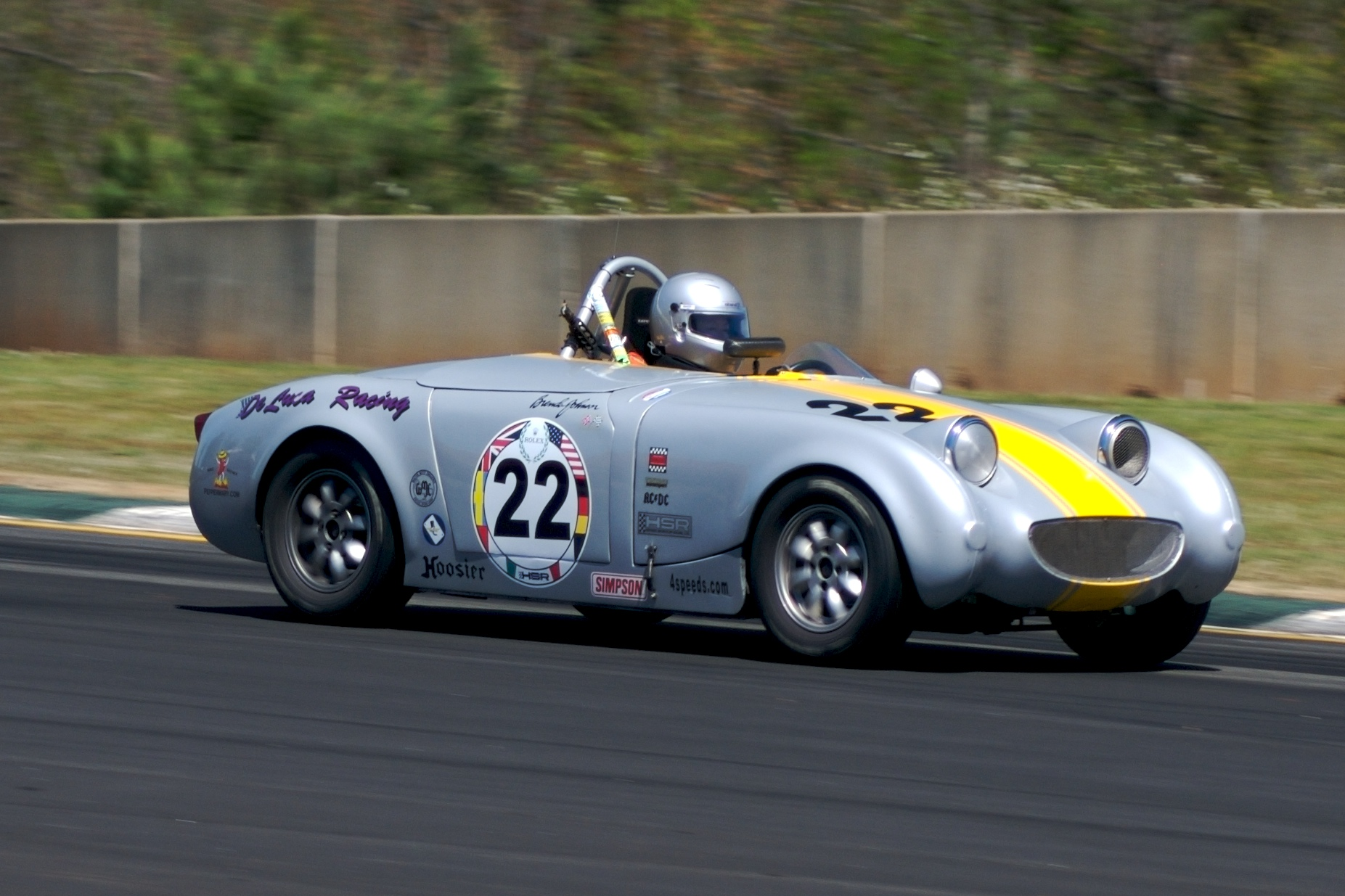
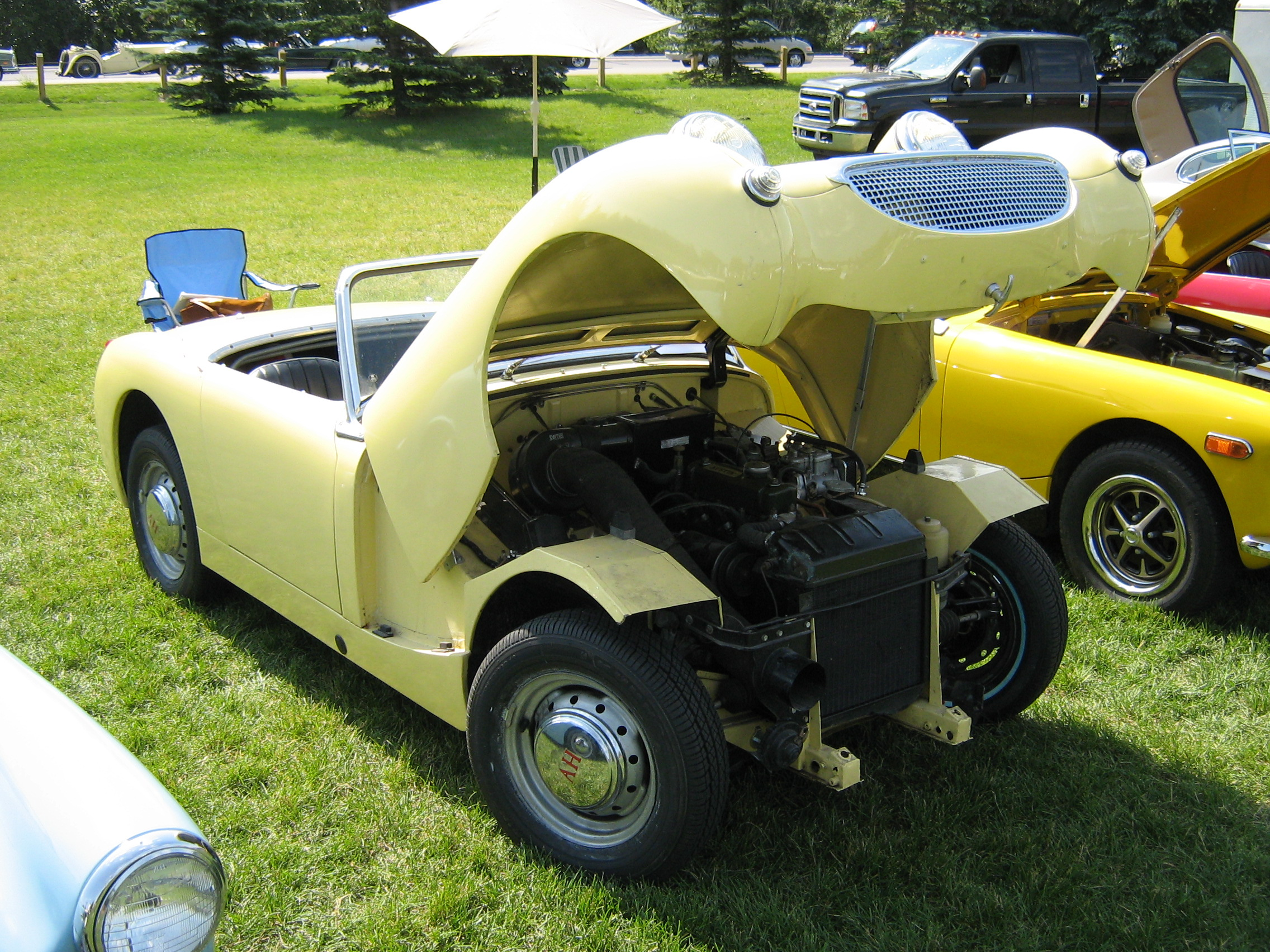

## Mark II
Представлений у 1961 р. Mark II комплектувався двигуном попередника 948 см куб. (код двигуна 9CG) проте з 1,25-дюймовими  кабрюраторами SU, що збільшили потужність до 46,5 к.с.
Встановлювалась коробка передач з «наближеними» передатними числами.
Значних змін зазнав кузов: фари стали розміщуватись у крилах, з'явилась широка решітка та звичайний капот.
Дизайн задньої частини запозичили у недавно представленого MG MGB, наділивши автомобіль сучаснішим виглядом, кришкою заднього капота та звичним заднім бампером.
У результаті автомобіль отримав менш ексцентричний зовнішній вигляд попри більшу на 100 фунтів масу.
На відміну від «Frogeye» пізні автомобілі ентузіасти часто йменують як Sprite з «квадратними» кузовами.
У травні 1961 р. представили новий Midget, відродивши популярну у 1930-их та у 1954—1955 рр. модель MG.
Midget став більш популярний ніж Sprite, а з 1972 р. повністю його витіснив з ряду BMC.
У жовтні 1962 р. обидва Sprite та Midget отримали довгохідний 1098 см куб. двигун (10CG), що комплектувався одним карбюратором від Austin A40 та Morris Minor 100.
Підсилена коробка передач з синхронізаторами від Porsche (блокувальні кільця) мала справлятись з більшою потужністю — 56 к.с.
У цей самий час з'явились дискові гальмівні механізми передніх коліс і спицьовані колеса як опція. Було виконано 31665 Mark II Sprite.
Власну версію Sprite виготовляла італійська компанія Innocenti, використовуючи стандартну основу (спочатку імпортовану з Англії) з іншими зовнішніми кузовними панелями. Дизайн останніх належав американцю Тому Т'ярді (Tom Tjaarda), що працював у той час в Carrozzeria Ghia. Innocenti 950 Spider й 1100 Spider виготовлялись у 1961—1968 рр.
У 1961 р. автомобіль з твердим дахом був протестований британським журналом The Motor. Максимальна швидкість автомобіля становила 85,8 миль/год (138 км/год), розгін 0—60 за 20 с. Витрата палива — 43,5 милі на імперський галон (6,49 л/100 км, 36.2 mpg‑US). Тестовий автомобіль у комплектації de-luxe коштував £705 з яких £208 становили податки.
Двигуни:
- 1961—1964: A-Series I4, бензиновий 4-циліндровий рядний, 948 см куб., максимальна потужність 46 к.с. (34 кВт) при 5500 об/хв, обертовий момент 72 Н·м (53 lbf·ft) при 3000 об/хв
- 1962—1964: A-Series I4, бензиновий 4-циліндровий рядний, 1098 см. куб., максимальна потужність 56 к.с. (42 кВт) при 5500 об/хв, обертовий момент 84 Н·м (62 lbf·ft) при 3250 об/хв

## Mark III
Sprite Mark III також продавався як MG Midget Mark II — вкотре різниця між ними зводилась до незначних деталей оздоблення.
Двигун з робочим об'ємом 1098 см куб. отримав міцнішу відливку блока циліндрів, збільшену до двох дюймів ширину корінних шийок (код двигуна 10СС).
Автомобіль отримав нове дещо вигнуте лобове скло, квартирки, опускні бокові вікна. На дверях вперше з'явились двірні ручки (зовнішні) і окремі дверні замки.
Від дощу захищав м'який дах. Задню підвіску вдосконалили замінивши чвертьеліпричні ресори напівеліптичними, що покращило плавність ходу попри дуже незначне збільшення маси.
Зі зникненням четвертьеліптичних ресор зникли й верхні важелі. У незначній мірі ці зміни допомогли Sprite та Midget конкурувати з Triumph Spitfire.
Було виконано 25905 авт. Austin-Healey Sprite Mark III.
Двигун:
- A-Series I4 (1964—1966): бензиновий 4-циліндровий рядний з робочим об'ємом 1098 см куб., максимальною потужністю 59 к.с. (44 кВт) при 5750 об/хв та обертовим моментом 88 Н·м (65 lbf·ft) при 3500 об/хв.

## Mark IV та Austin Sprite

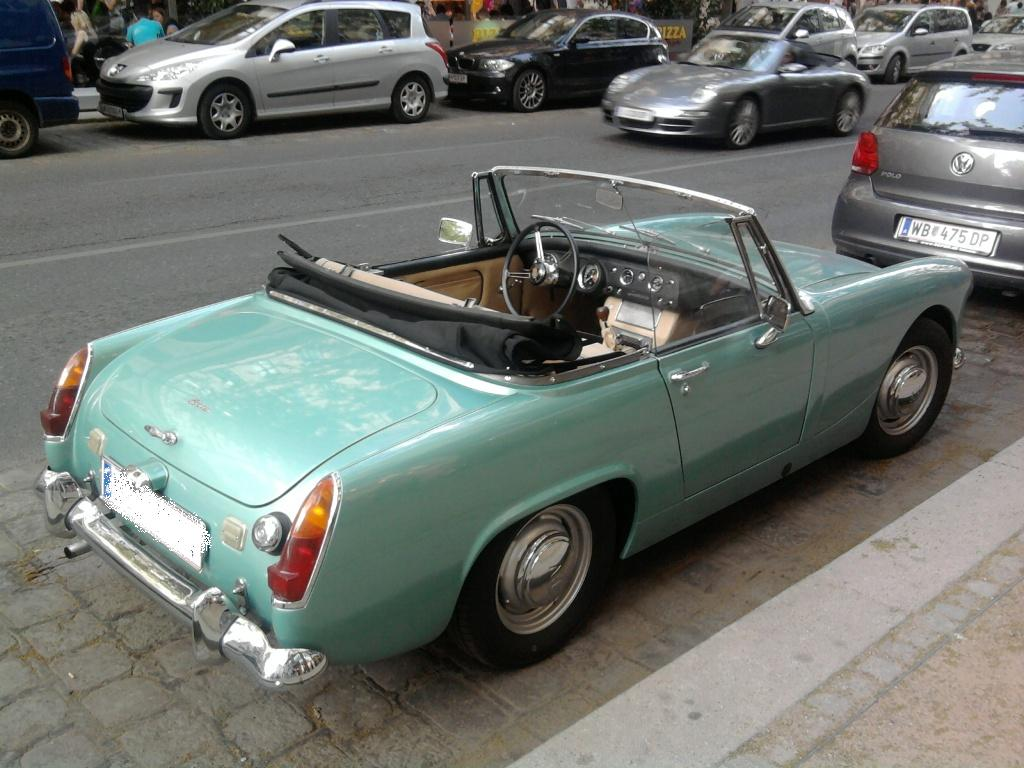
Austin-Healey Sprite Mark IV (EU)

Наступний варіант модернізації представили на Лондонському автосалоні у 1966 р. Попри новий двигун (з робочим об'ємом 1275 см куб.) зовнішні зміни як «Спрайта» так і «Міджета» були косметичними.
Крім того цей самий двигун, у більш потужній модифікації, встановлювався на Mini-Cooper S (що розчарувало власників).
Помітною зміною став новий складний дах закріплений на кузові, замість такого, що складався, повністю знімався і зберігався у багажнику.
Окремі головні гальмівний циліндр та циліндр приводу зчеплення забезпечили вищий рівень безпеки. На ринку США (з 1968 р.) моделі з новим двигуном мали дещо меншу потужність — задля відповідності екологічним вимогам встановлювалась система додаткового повітря (smog pump).
У 1969 р. експорт автомобілів до США припинився.
Водночас стандартною комплектацією стали ліхтарі заднього ходу, у електросистемі генератор постійного струму змінили на генератор змінного.
З'явились окремі сидіння.
У вересні 1969 р., після того як Austin-Healey (та MG) стали частиною British Leyland був проведений фейсліфтинг моделей.
Значні косметичні зміни (автомобіля 10-річної конструкції) крім оновлення вигляду, ще й задля здешевлення виробництва мали зменшити різницю між «Спрайтом» та «Міджетом».
Попри нову гаму кольорів, обидва автомобілі мали однакові чорні решітки з хромованим обрамленням і загалом відрізнялись тільки значками.
На чорних тепер порогах з'явились хромовані молдинги та надписи Sprite чи Midget.

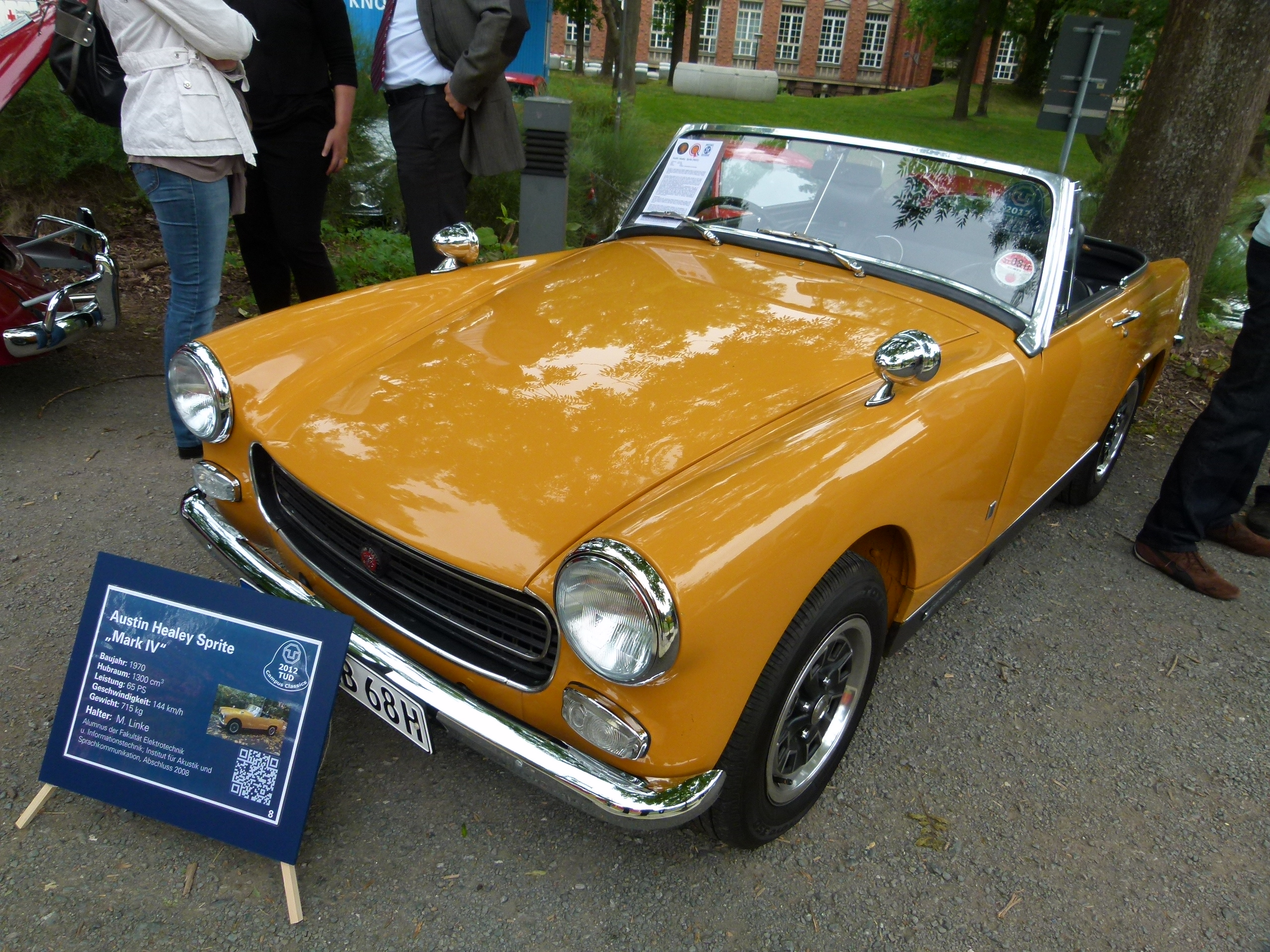
Austin-Healey Sprite MK IV 1970 р. з новою решіткою та стальними колесами, що нагадують легкосплавні

Оновились бампери. Ззаду, наприклад, він становив дві половинки між котрими розміщувався номер.
Стандартними на бамперах стали ікла з гумовими накладками.
Сидіння стали тоншими, плоскішими із сучаснішим візерунком.
При виробі певного кольору кузова пропонувались опції щодо сидінь, обивки дверей, килимків.
Моделі 1970 р. пропонувались на сталевих штампованих колесах, що сильно нагадували легкосплавні.
Однак, спицьовані колеса залишились опцією.
Запущені у 1970 р. автомобілі мали чорні антиблікові раму лобового скла та двірники, на зразок популярних тоді американських автомобілів.
Проте таке нововведення було дорогим та непопулярним серед покупців. Тож чорні деталі мали всього близько 100 автомобілів, після чого знову повернулись до хрому.
У 1972 р. задня колісні колісні арки стали круглими. Варіант став відомий як RWA (Round Wheel Arch) й є найбільш популярним та затребуваним серед ентузіастів.
В цей час схожі на легкосплавні колеса поступились іншим, так званим «Rostyle» — вужчій версії коліс Ford Cortina 1600E з срібними та чорними частинами (не хромованими як на «Форді»).
У 1976 р. автомобілі стали комплектувати двигунами Spitfire (1,5 л) з повністю синхронізованою коробкою.
Причому на них знову повернулись до «квадратних» задніх колісних арк. В конструкції бамперів стали застосовувати гумові амортизатори (для задоволення вимог безпеки у США).
Зросла висота автомобіля. Загалом було виконано 22790 екз. MKIV Sprite.
Двигун:
- 1966—1971: A-Series I4: бензиновий 4-циліндровий рядний, робочий об'єм 1275 см куб., максимальна потужність 65 к.с. (48 кВт) при 6000 об/хв, максимальний обертовий момент 98 Н·м (72 lbf·ft) при 3000 об/хв.

Останні 1022 автомобілі Sprite виготовлялись під маркою Austin a не Austin-Healey: у 1971 р. компанія Хіллі покинула British Leyland. Причиною було рішення Дональда Стоука, що давало можливість не платити роялті компанії Дональда Хіллі. У «Спрайта» не було наступника, оскільки модельний ряд British Leyland вже мав MG Midget та подібний до нього Triumph Spitfire.

## Змагання
Sprite (та його брат Midget) ще і з часу своєї появи був успішним на гонках клубного рівня. І дотепер він бере участь у різних змаганнях.
На міжнародних гонках автомобіль брав участь з 1960-их, причому мав неочікувано хороші результати, зокрема 12 місце на Ле-Мані у 1965 р.
На прототипах стали застосовувати доступні скловолоконні кузова (Falcon), ще до появи звичайних легкосплавних.
З 60-их в Лонгбриджі стала використовуватись аеродинамічна труба.
Баррі Білбі (конструктор шасі) використав результати досліджень для створення обтічного кузова з магнієвого сплаву (сплав Birmabright).
Останні виготовлялись у майстернях Хіллі у Ворику Білом Бакінгемом та Террі Вествудом.
Ці автомобілі комплектували 110-сильними двигунами BMC з переєдина коробка передач у одному екземлярі.
Автомобіль мав класові перемоги на Себрінгу, гонках Тарга Флоріо та Мугело, серед його водіїв Стірлінг Мосс, Брюс МакЛарен та Стів МакКвін.

## Австралійське виробництво
«Спрайти» (зокрема MKI, II, IIA, III та IIIA) імпортувались у Австралію у вигляді машинокомплектів й збирались у Енфілді (передмісті Сіднея) підприємством Pressed Metal Corporation.

## Innocenti Spider та купе С

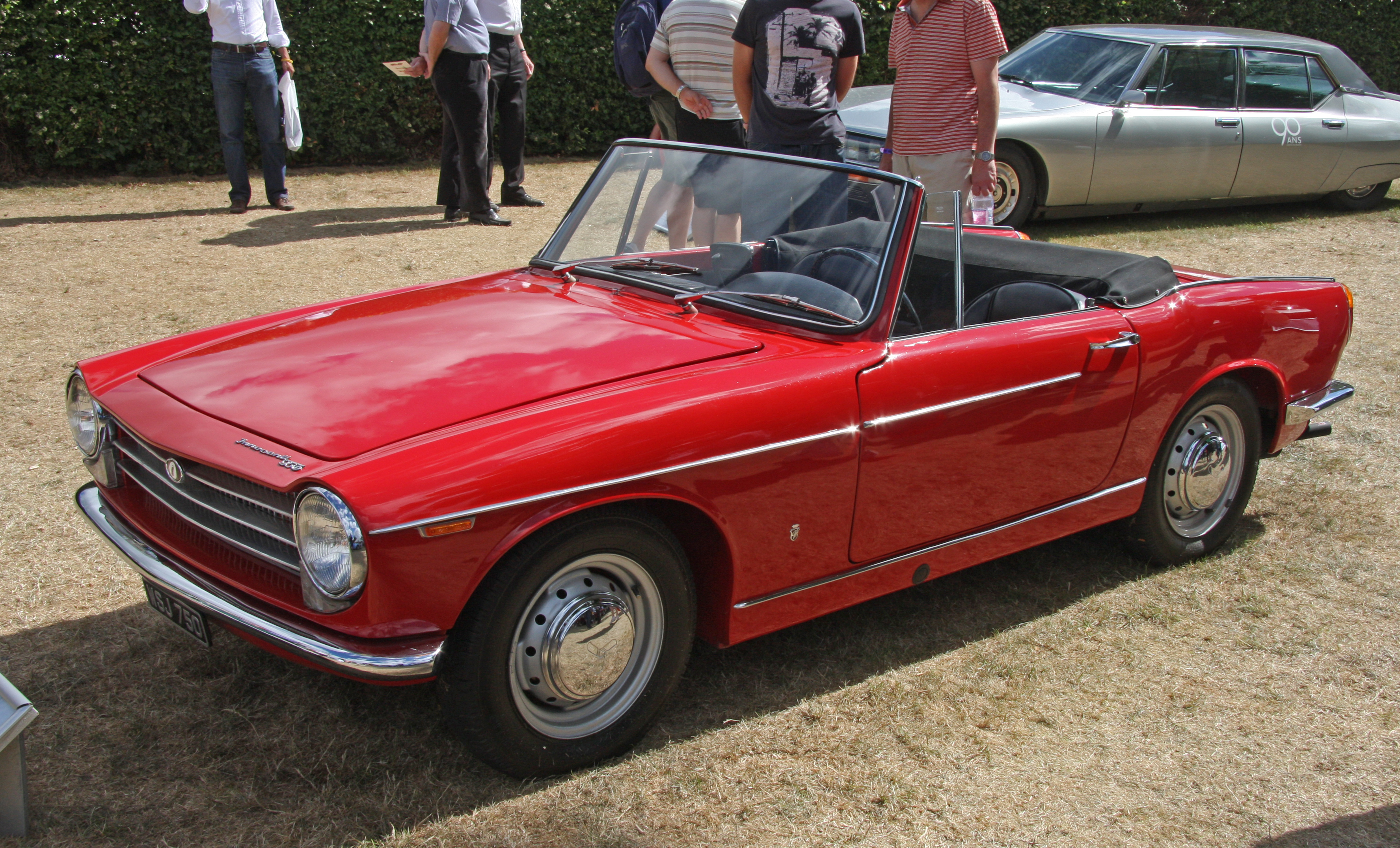
1962 Innocenti 950 Spider

У 1960 р. на Туринському автосалоні «Інокенті» — італійський партнер BMC представив спайдер на базі Sprite.
Зовнішній вигляд автомобіля був першою роботою Тома Тьярди (Tom Tjaarda), тодішнього дизайнера Carrozzeria Ghia.
Кузовні панелі для автомобіля, що став виготовлятись з 1961 р. виконував партнер «Гіа» Officine Stampaggi Industriali. Спочатку Innocenti 950 Spider комплектувався 43-сильним двигуном (32 кВт, 948 см куб.) від «Frogeye».
Таких автомобілів було виконано 624.
Пізніше у 1961 р. потужність двигуна збільшилась до 46,5 к.с. (35 кВт).
В лютому 1963 р. представили модель S з 1098 см куб. двигуном й передніми дисковими гальмами (через відповідне збільшення потужності). Модель1100 потужністю 58 к.с. (43 кВт) могла комплектуватись знімним твердим дахом.
У «Спайдера» не просто змінили зовнішні кузовні панелі, а й зсунули вперед моторний щит для довших довших дверей та сучаснішого вигляду.
На відміну від спартанського «Frogeye» спайдер мав незнімне лобове скло, бокові вікна, що опускались. Загалом було виконано 4790 авт. 950 Spider та 2074 авт. 1100 Spider.

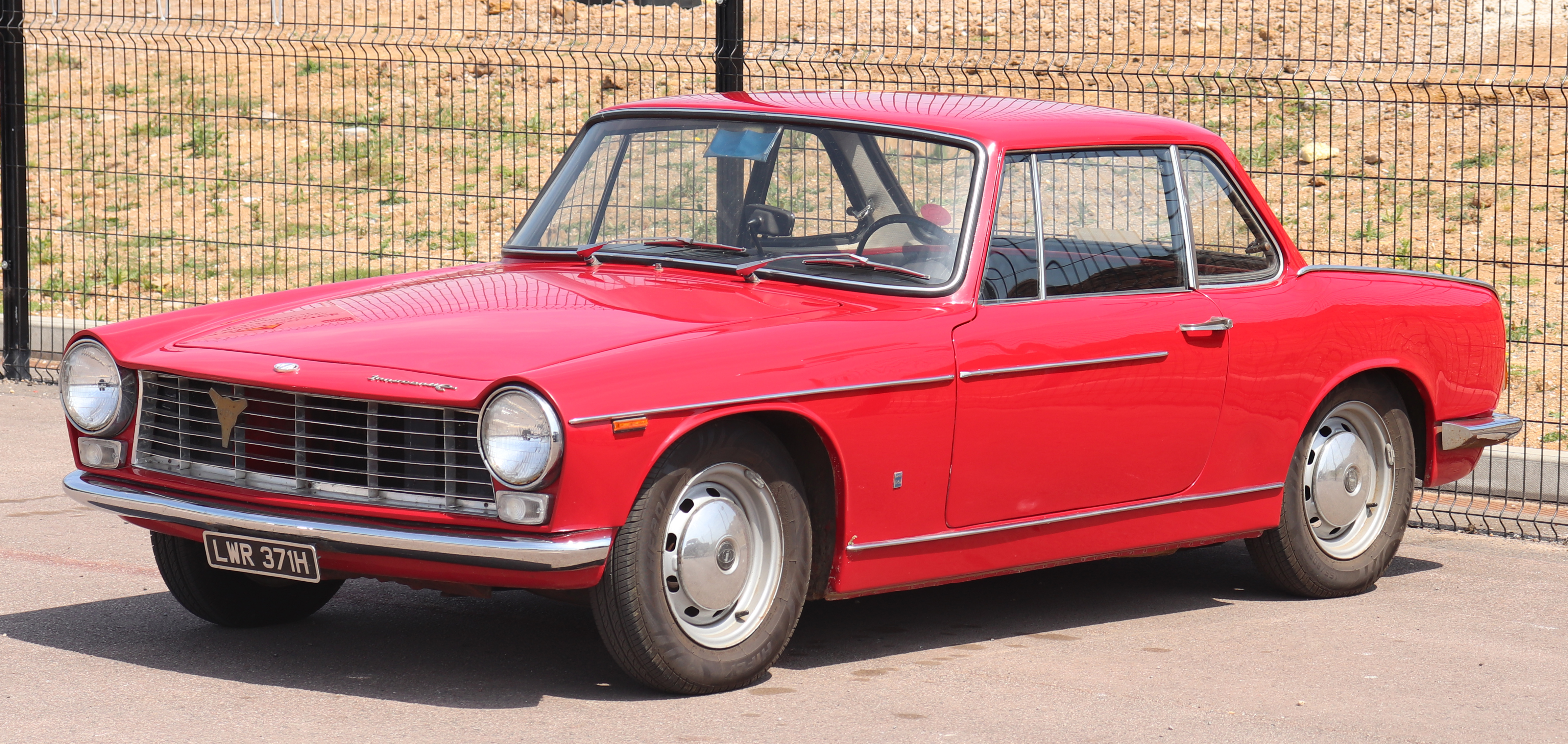
Innocenti C coupé

В Італії Innocenti Spider продавався добре, продуктивність виробництва у 1962 р. сягала 13 авт./день.
Однак погано продавався на експортних ринках, змагаючись з дешевшим Sprite.
З появою сучасніших конкурентів та модернізацією британського Sprite продажі різко падали — у 1965 р. виготовили тільки 63 авт. Тож у вересні 1966 р. був представлений Innocenti Coupé з тим самим 1100 см куб. двигуном що й на пізніх «Спайдерах».
Найва у автомобіля була проста — Innocenti C. Нове купе мало зовсім новий ширший та довший кузов, збільшену на 150 мм колісну базу (до 2180 мм).
Панель підлоги кузова переробили: сидіння стали розміщуватись нижче й салон став менш тісним. На батьківщині автомобіль зайняв нішу між Fiat 850 Coupé та Fiat 124 Sport Spider. До завершення виробництва у 1968 р. було виконано тільки 794 авт.

## Lenham GT Coupe

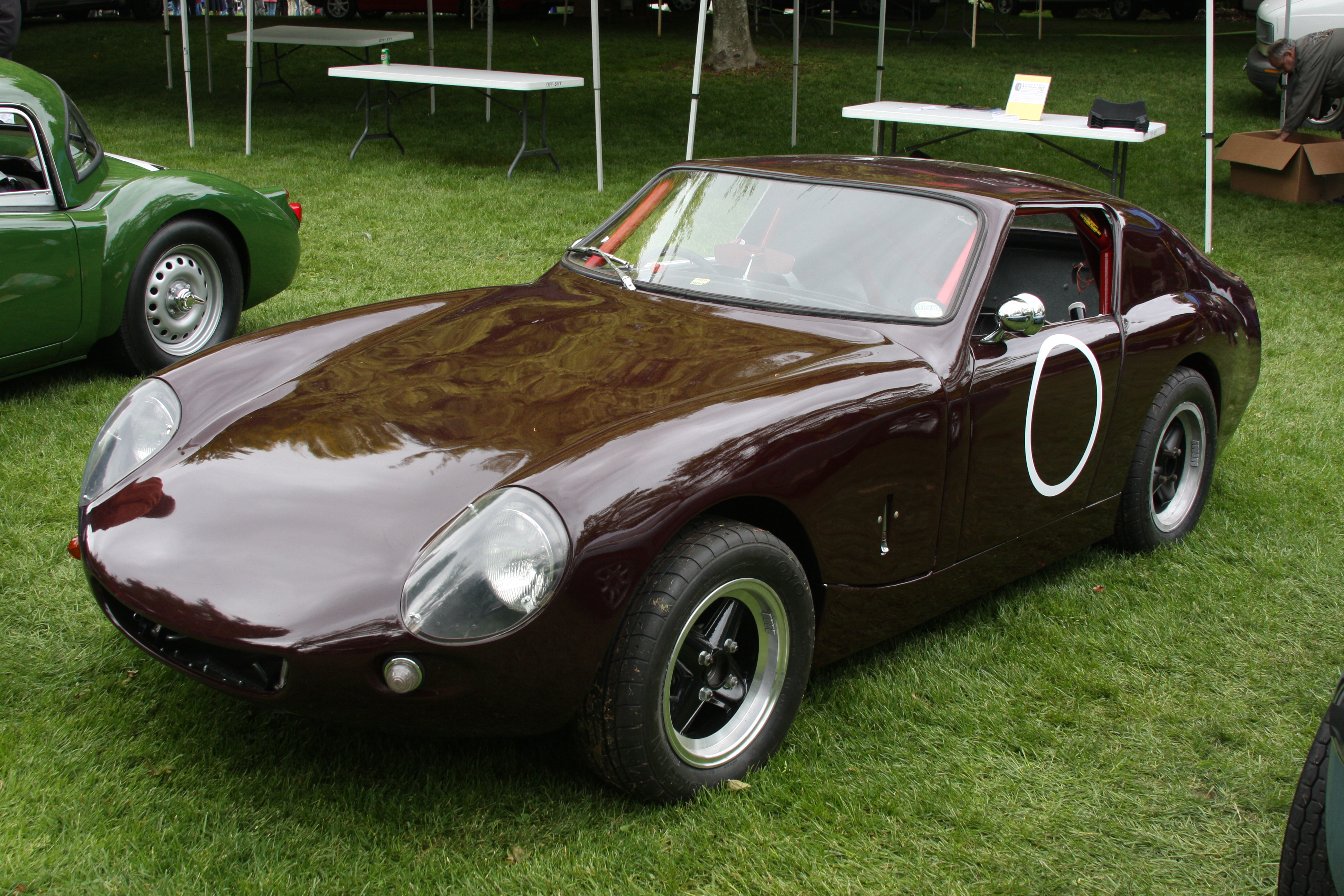
Lenham GT Coupe на базі Austin-Healey Sprite (1961)

Lenham Motor Company була заснована у 1960 р. у графстві Кент.
З того часу й дотепер компанія займається кустарним допрацюванням наявних на ринку автомобілів.
Найбільш відомим підприємство стало завдяки конверсіям «Сприджетів» та «Великих Хіллі» (репліка Healey Silverstone).
Крім того існували конверсії Jaguar E-type, Triumph, Jensen-Healey, Lotus Elan та MGB.

## Tifosi Rana Frogeye Replica
Репліка на Frogeye від Tifosi Rana відтворює оригінал завдяки використанню MG Midget як бази. Автомобілі створюють у Halls Garage поблизу містечка Бурне у Лінкольнширі, де колись виготовлялись автомобілі формули-1 BRM.
Репліка від Tifosi Rana має склотканинний кузов у котрого зовнішні дверні ручки та опускні вікна є стандартною комплектацією. Пакет опцій дає змогу покупцю обирати двигуни, компоненти трансмісії, колір та оздоблення.
Frogeye Car Company була заснована Кейтом Кларком Бредінгом та Пітером Луїсом Ковом у 1980-их на острові Вайт. Перша продукція підприємства являла собою набори для реставрації з рамою шасі для з'єднання з заіржавленим кузовом. Пізніше компанія стала пропонувати повністю створені автомобілі, а не набори. Якісно виготовлений пластиковий кузов кріпився до окремої рами й увесь автомобіль повністю відтворював оригінальний Frogeye. Деякі екземпляри виконували для ринку Японії із застосуванням двигунів серії BL K (під назвою SuperSprite). Зараз автомобілі відомі як I.O.W Sprite.

## Святкування 50-ого ювілею
24 травня 2008 р. в Британському автомобільному музеї (British Heritage Motor Centre), що у Гайдоні, графстві Ворикшир, була проведена вечірка з нагоди ювілею Austin-Healey Sprite (англ. «Spridget 50 — The Big Party»). На заході була рекордна кількість автомобілів — близько 1000 моделей Sprite, Midget та їх похідних. Вперше вечірку такого розмаху організували усі автоклуби-представники марки — Midget, Sprite, Healey Drivers Club, MG Owners Club, Austin-Healey Club, MG Car Club.